# ヤニック・カマナン
ヤニック・エティエンヌ・スタニスラス・カマナン（Yannick Étienne Stanislas Kamanan, 1981年10月5日 - ）は、フランス・サン＝ポル＝シュル＝メール出身の元サッカー選手。ポジションはフォワード(CF)。

## 経歴
トッテナム・ホットスパーFCのユースチーム出身。トッテナムではトップチームでの出場機会は無かった。
トッテナム退団後はヨーロッパ各地を転々とし、2017年7月にイスミアンリーグ・ディヴィジョン1・ノース(イングランド8部リーグ)のウェアFCに加入し、15年ぶりのイングランドリーグ復帰となった。

## 獲得タイトル
マッカビ・ヘルツリーヤ
- イスラエル・リーグカップ:1回 (2006-07)